# Maná
Maná是一個墨西哥的流行搖滾樂團，成立超過30年，至今已獲得4座葛萊美獎、7座拉丁格萊美獎、5座MTV拉丁美洲音樂錄影帶大獎。